# دی‌آندره آیتون
دی‌آندره آیتون (انگلیسی: Deandre Ayton؛ زادهٔ ۲۳ ژوئیهٔ ۱۹۹۸) بازیکن بسکتبال اهل باهاما است.
از باشگاه‌هایی که در آن بازی کرده‌است می‌توان به فینیکس سانز اشاره کرد.